# Batracomorphus desertorum
Batracomorphus desertorum är en insektsart som beskrevs av Kusnezov 1929. Batracomorphus desertorum ingår i släktet Batracomorphus och familjen dvärgstritar. Inga underarter finns listade i Catalogue of Life.